# Anita Blake - Cacciatrice di vampiri
Anita Blake - Cacciatrice di vampiri (Anita Blake: Vampire Hunter) è una saga urban fantasy scritta da Laurell K. Hamilton. I romanzi hanno venduto oltre sei milioni di copie e molti sono entrati nella lista dei best seller del The New York Times. La serie è narrata in prima persona dal personaggio di Anita Blake, che lavora a St. Louis, Missouri, come risvegliante di zombie professionista, sterminatrice di vampiri e consulente soprannaturale della polizia. I romanzi iniziali si concentrano prevalentemente sull'azione e sulla risoluzione di crimini, mentre i successivi sulle relazioni personali e sessuali di Anita e sui suoi poteri magici.

## Trama
In un universo parallelo dove le creature e i poteri soprannaturali sono reali e la loro presenza è nota a tutti, i non umani (come licantropi, vampiri, zombie, ecc.) sono considerati cittadini a tutti gli effetti e godono di diritti civili al pari delle persone comuni. La serie ruota intorno alla sterminatrice di vampiri legalmente autorizzata Anita Blake e ai suoi conflitti costanti con il soprannaturale mentre cerca di risolvere numerosi misteri, scendere a patti con le sue abilità magiche e affrontare un groviglio di relazioni romantiche e politiche che si fa via via più complesso. Progredendo nella storia, la prospettiva di Anita sulle creature soprannaturali cambia: da mostri da combattere e uccidere, passano a comunità che necessitano di essere protette, al pari di possibili interessi amorosi.

## Personaggi
- Anita Blake

Parlando della creazione del personaggio, Hamilton raccontò:
Anita è di bassa statura (160cm), ha fisico snello, vita sottile e seno pieno, molto tonica perché si dedica abitualmente alla corsa. Ha capelli neri, lunghi e ricci, occhi scuri e pelle candida. Ha numerose cicatrici sulle braccia e tra le scapole. È laureata in Biologia soprannaturale e lavora come Risvegliante alla Animators Inc., un'agenzia che si occupa di rianimare i morti per interrogarli a fini legali. È inoltre una negromante, il che le permette di controllare i morti, vampiri e zombie inclusi, ma non i fantasmi o i ghoul. Possiede una licenza di cacciatrice e sterminatrice di vampiri che abbiano ucciso gli umani, che le vale nel Missouri e in tre stati limitrofi. Collabora anche con la Spook Squad (ovverosia il Regional Preternatural Investigation Team, chiamato anche RPIT e pronunciato impropriamente Rip it, "squarcialo"), che si occupa di casi che coinvolgono magia ed altre creature soprannaturali. Anita è diretta, irriverente e molto competente nelle professioni che svolge; spesso manca di tatto, si arrabbia, è disubbidiente e tende ad essere piuttosto ipocrita in molte situazioni. È cintura nera di judo, esperta di kenpo, ma preferisce le armi da fuoco, i pugnali contenenti argento e una lama di quasi trenta centimetri che porta sulla schiena in modo che i capelli ne nascondano l'impugnatura. È una Cristiana devota, cosa che le lascia spesso dilemmi morali; è di fede episcopale, dato che ha lasciato il Cattolicesimo perché considera scomunicati tutti i Risveglianti. Spesso si ritrova ad essere l'unica ragazza in situazioni da macho, e tende a dare l'impressione di essere pungente ed irritante; tende a fare il cavaliere errante proteggendo personaggi vulnerabili e deboli (come Stephen o Nathaniel) che chiedono il suo aiuto. Durante la serie, Anita intreccia diverse relazioni sentimentali: tra le più importanti, si possono annoverare Jean-Claude, il Master della città del quale diventa la serva umana; Richard Zeeman, un lupo mannaro con cui non riesce a costruire un rapporto duraturo, poiché lui non riesce ad accettare la propria natura mostruosa e odia il fatto che invece per Anita non sia un problema, cosa che, alla fine de Il ballo della morte, causa la loro rottura; Micah, il Nimir-Raj, ovverosia il re, di un clan di leopardi mannari, con il quale inizia a convivere insieme a Nathaniel, un altro leopardo mannaro che diventa la pomme de sang, la fonte di sangue di Anita. Si sviluppano in seguito le relazioni con vari personaggi, fra i quali i leoni Heaven e Nicky, il vampiro Asher e molti altri esseri sovrannaturali.
- Jean-Claude

È il vampiro Master di St. Louis, cioè il capo della comunità dei vampiri della città. Ha circa quattrocento anni, e nacque da una famiglia di contadini francesi nel diciassettesimo secolo; venne poi scelto per essere il "fanciullo da castigo" di un bambino nobile della sua stessa età. Cresciuto ed educato come un nobile, veniva spesso picchiato al posto del figlio del padrone quando questi si comportava male. Quando aveva poco più di trent'anni, venne ucciso e trasformato in vampiro da Lisette, una delle vampire di Belle Morte. In seguito si unì alla corte di quest'ultima, diventando uno dei suoi favoriti e rimanendovi diversi anni, prima di partire con il vampiro Asher e la serva umana di lui, Julianna. I tre si spostarono insieme per vent'anni, portando avanti un ménage à trois. Quando lasciò temporaneamente gli altri per partecipare al funerale della madre, tornò troppo tardi per impedire la morte di Julianna e la tortura di Asher da parte di alcuni cacciatori che lavoravano per l'Inquisizione. Asher finì per odiarlo, ritenendolo responsabile, e Jean-Claude si rifugiò in America; in seguito si riappacificheranno grazie all'intervento di Anita. Jean-Claude è straordinariamente seducente e se la cava molto bene nelle questioni di politica dei vampiri; può essere estremamente convincente e crudele all'occorrenza. La sua personalità combina edonismo con un immenso autocontrollo. È anche considerato più umano della maggior parte dei vampiri, anche se gli altri Master la vedono come una debolezza. Spesso nasconde la verità dei fatti ad Anita, in parte per usare i poteri di lei per proteggere se stesso e quelli sotto la sua protezione, e in parte per un senso di preoccupazione per lo stato fisico ed emozionale della ragazza. Jean-Claude si innamora di lei nel corso dell'anno che precede l'inizio della saga e cerca in ogni modo di conquistarla, finché lei cede ai suoi sentimenti ne Il ballo della morte. Imponendole tre marchi vampirici, la trasforma nella sua serva umana; evita invece di imporle il quarto e ultimo perché incerto su chi sarebbe il Master e chi il servo, visto il sempre crescente potere dimostrato dalla ragazza. In Cerulean Sins scopre di essere diventato una sourdre de sang ("sorgente di sangue"), quindi capace di creare una propria stirpe e di troncare ogni legame residuo con Belle Morte. Jean-Claude, inoltre, è un incubus e per questo acquista forza attraverso il sesso e la lussuria grazie ad un potere chiamato ardeur. I suoi poteri di Master includono: poter cambiare la percezione della sua vera età ai sensi degli altri vampiri, sembrando più inoffensivo; l'ipnosi; chiamare a sé lupi e lupi mannari, che sono gli animali che rispondono al suo richiamo; volare; formare un triumvirato con la sua serva umana, Anita, e con il suo servo animale, Richard, e quindi controllare i poteri dei due triumviri e regolarne l'intensità.
- Richard Zeeman

Ha gli occhi marroni, che diventano ambrati quando è sotto l'influenza della "bestia". È alto 6 piedi ed un pollice, equivalente a 1,88 m, ma che viene spesso tradotto come 1,85 m. Ha un fisico ben allenato, anche perché fa pesi per poter sconfiggere gli avversari senza doverli uccidere. Prima degli avvenimenti di Il circo dei dannati, romanzo in cui viene introdotto, Richard è cresciuto in una famiglia numerosa, sotto l'egida della madre, Charlotte, e con sani principi morali. Durante il college, studiando "Biologia soprannaturale" viene infettato da un vaccino anti-licantropia avariato ed entra nel branco, dove Raina lo costringe ad andare a letto con lei. In seguito sale nella gerarchia del branco fino a diventare Freki dell'Ulfric Marcus Fletcher, cioè uno dei due secondi al comando, e ciò gli rende possibile difendersi dalle avances di Raina e dal potere del capobranco..
Nella sua "vita reale", Richard mantiene il segreto sulla sua licantropia per poter tenere il suo lavoro come insegnante di biologia in una scuola media, impiego che potrebbe perdere a causa delle discriminazioni contro i licantropi. Richard mostra un comportamento contraddittorio, scontrandosi con Anita e Jean-Claude, ma allo stesso tempo accettando il suo legame con loro, cercando di convertire il suo branco ad una democrazia umana e comunque essendo costretto a governarlo attraverso la violenza ed incutendo il terrore, desiderando una relazione stabile con Anita ed allo stesso tempo rifiutandosi di essere monogamo se lei non lo è.. In tutto il ciclo di romanzi è stato spesso ribadito come Richard fosse un lupo mannaro alfa estremamente forte; anche prima di creare il triumvirato con Anita e Jean-Claude, che ha aumentato enormemente il potere dei tre, era già uno dei più forti lupi mannari in circolazione, anche se il suo conflitto interno spesso gli impedisce di usarli appieno.
È in grado di controllare il suo potere fino a non renderlo evidente ai negromanti come Anita, può trasformare il suo corpo anche solo in parte, modellandolo a suo piacimento (poteri che a quanto sembra hanno solo lui, Marcus e Raina), e controllare la trasformazione di altri licantropi attraverso il suo potere. Richard possiede anche la rara abilità di "nutrire il branco", cioè condividere il potere facendo bere il proprio sangue ai membri del branco.

## Romanzi
1. Nodo di sangue (Guilty Pleasures, 1993) (Milano, Editrice Nord, 2003) ISBN 88-429-1279-4
2. Resti mortali (The Laughing Corpse, 1994) (Milano, Editrice Nord, 2006) ISBN 88-429-1438-X
3. Il circo dei dannati (Circus of the Damned, 1995) (Milano, Editrice Nord, 2004) ISBN 88-429-1301-4
4. Luna nera (The Lunatic Cafe, 1996) (Milano, Editrice Nord, 2004) ISBN 88-429-1336-7
5. Polvere alla polvere (Bloody Bones, 1996) (Milano, Editrice Nord, 2005) ISBN 88-429-1374-X
6. Il ballo della morte (The Killing Dance, 1997) (Milano, Editrice Nord, 2005) ISBN 88-429-1408-8
7. Dono di cenere (Burnt Offerings, 1998) (Milano, Editrice Nord, 2007) ISBN 978-88-429-1483-9
8. Blue Moon (1998) (Milano, Editrice Nord, 2008) ISBN 978-88-429-1539-3
9. Butterfly (Obsidian Butterfly, 2000) (Milano, Editrice Nord, 2009) ISBN 978-88-429-1539-3
10. Narcissus (Narcissus in Chains, 2001) (Milano, Editrice Nord, 2010) ISBN 978-88-429-1641-3
11. Cerulean Sins (2003) (Milano, Editrice Nord, 2010) ISBN 978-88-429-1681-9
12. Incubus Dreams (2004) (Milano, Editrice Nord, 2011) ISBN 978-88-429-1705-2
13. Micah (2006) (Milano, Editrice Nord, 2011) ISBN 978-88-429-1855-4
14. Death Dance (Danse Macabre, 2006) (Milano, Editrice Nord, 2012) ISBN 978-88-429-1857-8
15. Harlequin (The Harlequin, 2007) (Milano, Editrice Nord, 2012) ISBN 978-88-429-1858-5
16. Blood Noir (2008) (Milano, Editrice Nord, 2013) ISBN 978-88-429-2128-8
17. Skin Trade (2009) (Milano, Editrice Nord, 2013) ISBN 978-88-429-2171-4
18. Flirt (2010) (Milano, Editrice Nord, 2014) ISBN 978-88-429-2172-1
19. Bullet (2010) (Milano, Editrice Nord, 2014) ISBN 978-88-429-2496-8
20. Hit List (2011) (Milano, Editrice Nord, 2015) ISBN 978-88-429-2499-9
21. Kiss the Dead (2012) (Milano, Editrice Nord, 2015) ISBN 978-88-429-2644-3
22. Affliction (2013) (Milano, Editrice Nord, 2016) ISBN 978-88-429-2769-3
23. Jason (2014) (Milano, Editrice Nord, 2016) ISBN 978-88-429-2860-7
24. Dead Ice (2015) (Milano, Editrice Nord, 2017) ISBN 978-88-429-2897-3
25. Crimson Death (2016)
26. Serpentine (2018)
27. Sucker Punch (2020)
28. Rafael (2021)
29. Smolder (21 Marzo 2023)
30. Slay (2023)

### Storie brevi e novelle
1. Out of This World (2001; contiene un estratto da Narcissus intitolato "Magic Like Heat Across My Skin")
2. Strange Candy (2006; contiene una storia breve originale, "Those Who Seek Forgiveness", "The Girl Who Was Infatuated with Death" e altre storie)
3. Beauty (2012)
4. Dancing (2013)
5. Shutdown (distribuita non ufficialmente e temporaneamente nell'ottobre 2013, mai pubblicata formalmente)
6. Wounded (2016)

## Trasposizioni in altri media
Fumetti
La Marvel Comics e la Dabel Brothers Productions iniziarono nel 2006 a produrre una trasposizione a fumetti dei primi tre romanzi della serie. Hamilton lavorò insieme a Stacie M. Ritchie sulle sceneggiature, mentre Brett Booth illustrò la serie fino al 2008. L'adattamento fu ben ricevuto, con il primo volume di The Laughing Corpse che entrò tra i bestseller del New York Times; l'interesse poi calò, ma la Marvel portò a termine il contratto nel 2012, con la conclusione del fumetto tratto dal terzo romanzo.
1. Laurell K. Hamilton's Anita Blake, Vampire Hunter: The First Death 1-2 (luglio e dicembre 2007)
2. Anita Blake Vampire Hunter: Guilty Pleasures 1-12 (dicembre 2006-agosto 2008)
3. Guilty Pleasures Handbook (2007)
4. Anita Blake: The Laughing Corpse – Animator 1-5 (ottobre 2008-febbraio 2009)
5. Anita Blake: The Laughing Corpse – Necromancer 1-5 (aprile-settembre 2009)
6. Anita Blake: The Laughing Corpse – Executioner 1-5 (settembre 2009-ottobre 2010)
7. Anita Blake: Circus Of The Damned – The Charmer 1-5 (maggio 2010-ottobre 2010)
8. Anita Blake: Circus Of The Damned – The Ingenue 1-5 (gennaio-maggio 2011)
9. Anita Blake: Circus Of the Damned - The Scoundrel 1-5 (settembre 2011-maggio 2012)

Televisione
Nel marzo 2009 venne pubblicata la notizia che la Hamilton aveva firmato un contratto con la IFC per adattare la saga in un film cinematografico e in una potenziale serie TV. Poco dopo l'autrice confermò le notizie, ma in seguito il progetto fu abbandonato; la Hamilton spiegò perché in un articolo sul suo blog:

## Accoglienza
Le recensioni critiche hanno spaziato dal misto al positivo, con Monsters and Critics che ha lodato molti libri della saga. Il St. Louis Post-Dispatch lodò Kiss the Dead, mentre RT Book Reviews lo stroncò.
Le reazioni dei fan sono state diverse, con alcuni lettori che non apprezzarono l'allontanamento dal thiller crime noir per concentrarsi maggiormente sulle dinamiche sessuali.